# スキャットマン・ジョン
スキャットマン・ジョン（英語: Scatman John、本名：ジョン・ポール・ラーキン（英語: John Paul Larkin）、1942年3月13日 - 1999年12月3日）は、アメリカ合衆国・カリフォルニア州エルモンテ出身のミュージシャン。

## 概要
52歳で歌手としてメジャーCDデビュー。メジャーデビューアルバム『スキャットマンズ ワールド』は日本やヨーロッパ諸国など全世界で600万枚以上を売り上げ、各国のチャートでNo.1を飾る。自身の障害である吃音症を逆手に取った、模倣が困難なスキャットと、1回に4つ近く音の調子を変えるという珍しい歌唱法（このテクニックは古いヒンドゥー教の喉で歌う歌唱法から取り入れた）を用い、独特のジャンル『テクノスキャット』を開拓した。
日本で1996年度ベスト・ニュー・インターナショナル・アーティストを受賞、ドイツでビッゲスト・クロスオーバー・アーティストECHO賞を受賞、またイタリア・フランス・ポーランドでも多くの賞を受賞。アルバムとシングルのヒットにより、合計14枚のゴールドディスクと18枚のプラチナディスクを獲得するなど、数多くの受賞歴を持つ。
音楽活動以外では、吃音者団体との交流を深め、彼らを支援するためのスキャットマン基金を設立、1996年に世界の吃音者に関して著しい功績を与えたとしてアニー・グレン賞、チャールズ・ヴァン・ライパー賞を受賞している。
1999年12月3日にロサンゼルスの自宅で肺癌のため死去。57歳没。

## 来歴

### 吃音者として
ジョンは、子供のころから吃音を克服しようと努力してきたが叶わず、コミュニケーションの手段を言葉以外に探さなければならなかった。
学校では吃音を理由に激しいいじめにあい、ストレスをごまかすため、14歳からアルコール（酒）を飲み始め、次第にドラッグ（薬物）に溺れるようになる。しかし1986年(44歳のころ)のある日、仲間のミュージシャンや友人のジョー・ファレルがドラッグにより死亡した事を期に、ジョンはそれらの依存症から抜け出すことを決意し、再婚した妻ジュディの助けもあって更生に成功する。後に「自分がアルコールに依存していることを認めることによって、そこから回復できた」と語っている。
また、1997年にはISA(国際吃音者連盟）に対して送ったメッセージの中で、
| 「 | 「私がどこへ行っても、いつでも、大きな象が私の後ろからついてきます。他人からは見えている、この大きな象が吃音ですが、そんな大きなものをひたすら隠そうと躍起になっていたなんて、おかしいですよね」 | 」 |

と吃音を象に見立てて、当時の自分を振り返っている。しかし、依存症を克服したことによりジョンは吃音と向き合わざるを得なくなってしまう。
ジョンは1991年頃から、アメリカの吃音者団体・NSP (National Stuttering Project) のミーティングに参加するようになり、徐々に自身を吃音者と認めることができるようになったと語っている（なお、スキャットマンとしてデビューした後もNSPの全国大会で演奏するなど、親睦は深かった模様）。だが吃音が完全に治ったわけではなく、デビュー当初の1995年にインタビューしたジャーナリストが「少なくとも6回か7回は語句を繰り返さないと、しゃべり終えることができなかった」と語っている。
その後、コンサートのために世界を周ったジョンの言葉は以前よりも流暢になり、アルバムのプロモーションのためインタビューを受けた際、ジョンが言葉に詰まることなくしゃべっていたのを聞いたある記者が、「経歴を装うため吃音者コミュニティーを利用しているのではないか」と疑いを向けたほどだったという。このときジョンは初めて、吃音に対してではなく、流暢にしゃべることを恥じている（自身が未だどもった話し方をしていると思い込んでいたため）自分に気付き、ショックを受けたと語っている。

### ジャズピアニスト時代
14歳の頃からジャズに慣れ親しみ、ジョン・コルトレーン、チャーリー・パーカーから音楽的影響を受けてピアノを弾き始め、当初はジャズピアニストとして南カリフォルニア周辺のジャズ・クラブで活動した。
眼鏡をかけている姿が大学教授を連想させたため、仲間内での愛称は『professor』だったとテレビで語っている。
ジョンは後に雑誌のインタビューで「あの頃は、ほとんど誰とも話せなかった。そんな僕にコミュニケーションの手段を与えてくれたのはピアノだった。それで僕はホテルやカフェのジャズ・バンドでピアノを弾いていたんだ。でも僕は、しゃべることが怖かったのでピアノの後ろに隠れるように演奏していた。僕が口を開けたらきっと変に思われるだろうと考えていた。すごく恥ずかしくて内気だった」と当時を回想している。
1984年の初頭、ジョンは「意味のない言葉ならどもっても問題がないのではないか」と考えスキャットを取り入れた歌唱法を演奏に盛り込もうと考えた。後記するベルリンに移住した当日、巨大モールの内部からディキシー・ミュージックが聞こえてきた。ジョンは自身の耳を疑いながら（当時アメリカでは受け入れられていなかったため）近付いてみると、モールの限られたスペースでミシシッピ州マグノリアのジャズバンドが伝統的なウェスタン・サウンドを演奏し、ドイツの人々はその演奏を温かく見守っていた。ジョンはこの光景に感激し、すぐにステージで演奏したいと申し出てピアノと歌を披露、ここで初めてスキャットを盛り込んだ曲を披露した。すると、「ON THE SUNNY SIDE OF THE STREET」を演奏し終わる頃には長く大きな拍手で盛大な支持を受けていた。この日を境にジョンは自分の音楽に自信を持てるようになり、「スキャットすることで吃音から自由になれたんだ」とジョンは語っている。また、前出の友人ジョー・ファレルやアル・ジャロウ、リッキー・リー・ジョーンズなどのアーティストと競演した経験を持つ。

### メジャーデビュー
折からの不況も手伝い、次第に貧しくなってしまったジョンは、妻ジュディを伴い1990年に仕事を求めてベルリンへ移住、ベルリンのホテルでエージェント、マンフィールド・ツェーリンガーと出会い、週1000ドルの仕事をすることになった。
その後、妻ジュディはホテルのロビーでスキャットソングが数曲入ったカセットテープをツェーリンガーに渡した。ツェーリンガーは帰りの車中で、そのテープから流れてくる今までにない斬新なサウンドに驚き、すぐに車中からジョンとジュディに電話をし、ある提案をする。それはジョンのスキャットをテクノあるいはヒップホップと融合させてみてはどうか、というものだった。ジョン自身はその案に懐疑的であったが、同じアイデアを持ちかけられたBMGはこれを受理した。
ジョンはこの時、このシングルが売れたらラジオやテレビの出演が待っているため、これを非常に恐れていたという。
| 「 | 「歌ならどもらないが、インタビューを受けたら、必ずどもるだろう。みじめな姿をさらしたくない。」「もしも世間に私のどもりが知れ渡ったらどうしよう」「次から次へと沸き上がる不安に、私の心はもう、 すっかりパニック状態でした。もしかしてこのシングルがヒットしたら、最も恐ろしいことが起こる。いよいよあの大きな象に向き合わなければならないのか。ずっと、自分の心の奥の方に隠し持っていた現実と向き合わなければならない」 | 」 |

悩んだ末にジョンは妻のジュディに相談することにした。じっと話を聞いていたジュディは、「あなた自身の『そのこと』を、 曲の中で直接伝えればいいじゃない」と助言したのだった。この時から、ジュディは吃音についても、ジョンの良き理解者となったという。
二人で相談して、まずはこれからレコーディングする歌の詩に、ジョンの吃音について書いてみることにした。二人は曲のタイトルを「Scatman」に決め、ジョンのステージネームを「Scatman John」と命名した。
こうしてインゴ・カイズとトニー・カターニャのプロデュースにより、 デビューシングル「スキャットマン」の収録が始まった。レコーディングには6時間もの時間を費やした。この曲は「吃音に悩む子供達が逆境を乗り越えるため、元気を与えよう」というものであった。当初、このシングルの勢いはさほどでもなかったが、徐々に売り上げを伸ばしはじめ、最終的にはほとんどの国のチャートでトップを飾り、世界中で約600万枚もの売り上げを記録するに至った。そして数週間にわたって全英トップ10に留まり続け、スキャットマン・ジョンの名は一躍有名となったのである。

### 日本での活躍
日本では1995年、「スキャットマン」や「Su Su Su Superキレイ」（カネボウ化粧品のCMソング）の大ヒットでブレイク。日本国内でもアルバム売上が250万枚のミリオンセラーを記録し、一躍時の人となった。
『NHKニュース』や『ミュージックステーション』にも出演した。グリコ協同乳業のプッチンプリンとカネボウ化粧品本部のテレビCMにも出演し、出演依頼は20社に及んだ。また、「スキャットマン」は加藤茶が「加トちゃんのスキャットマン」、ウルトラマンが「スキャットウルトラマン 〜光り輝く未来へ〜」（同曲の発表でウルトラマンとスキャットマン・ジョンが共同で記者会見を開いている）、小宮真央が「すかっとうーまん」というタイトルでパロディ化している。アメリカよりも日本での楽曲の売上が多かったことから、前述の「Scatman」のヒット以降はプロモーションのために毎年のように来日していた（1995年夏以後、1997年5月時点で7回来日。うちコンサート開催は1回のみで、他はプロモーション来日である）。
日本の吃音者団体である全国言友会連絡協議会とも深い交流があり、1996年の「日本ゴールドディスク大賞」の賞金を同団体に全額寄付（後記）、さらに同団体の全国大会にビデオ出演なども行っていたが、当時の日本でのプロデュースは、ジョンの真摯な姿勢、深い歌詞などを真剣に広めようとしていたとは言い難かった。また「スキャットマン」は前述の通り吃音の問題を歌っているのだが（歌詞にも"stutter"＝吃音という単語が多く出る）、吃音の社会的な認知にはつながらなかった。
日本ゴールドディスク大賞の授賞式のインタビューでも通訳は『stutter』という単語を『吃音』とは別の単語に置き換え言葉を濁して報道した。
BMGビクターの担当だったスタッフは、ジョンのことを「贅沢を言わない、人一倍仕事をする、周りにいつも感謝するとても優しいおじさまでした」と語っている。また、巨峰が大好きだったという。

### 晩年
1999年、3枚目のアルバムにして最後のアルバム『Take your Time』を発売。1998年10月から喉頭癌を患っていたため、このアルバムのほとんどを女性ボーカルが歌い、彼自身が書いた歌詞も「Dream again」のみ。他のアルバムと大きく曲調が異なるのもそのためである。

### 没後
2008年1月9日に妻、ジュディは多数のファンから墓所の所在を手紙で尋ねられ、ジョンが火葬と海上への散骨を望んでいて、没二年後に希望通りカリフォルニアのマリブ沖のヨットから、多くの友人とジョンのジャズ・トリオのメンバーに見守られながら散骨を行ったことを明かした。
2009年にドイツのDJMark'Ohが「スキャットマン」をリミックスした楽曲「SCATMAN」発表し、PVの最後には「In Loving Memory of Scatman John（私の記憶の中にスキャットマン・ジョンは生き続ける）」というテロップが出る。ジョンはこのPVに一部出演している。翌年2010年に日本国内版として、ラマーズP等により「スキャットマン（ぴーぱっぱぱらっぽっぴっぽー）」がリリースされた。
2019年にはルー・ベガが自身のヒットソング「マンボNo.5」が1999年のリリースから20周年であることを記念して同じく没後20周忌のスキャットマンをサンプリングした楽曲「Scatman & Hatman」を発表。
反響は大きくYouTubeで公開したMVは430万回再生以上された。
ルー・ベガはインタビューで「私は彼(スキャットマン)が何百万人もの人々のヒーローであることは知りませんでした。」
「しかし、彼はそのコンプレックス(吃音症)を資産に変えることで何百万人もの吃音者にネガティブなものを強みにできると示したのです」とジョンの吃音に触れるコメントを残している。
奇しくもスキャットマンも1999年に『スキャットマンボ』をリリースしている。
2021年にはアラン・ウォーカー＆イマンベクにより「スキャットマン」のフレーズを盛り込んだ「Sweet Dreams」がリリースされた。
アランはスキャットマンに対し「自分が子供の頃、ユーロトランスとテクノが人気絶頂期だったから、僕の初期の音楽インスピレーションを思い出させてくれる」と語っている。
2022年にはドイツにてジェフ・チーにより『Who's the Scatman?』のタイトルで伝記漫画が出版された。
内容は前述のマネージャーであるマンフィールド・ツェーリンガーを始め、当時のプロデューサー、知人などの取材が基になっている。
この伝記は2022年度のマックス&モーリッツ賞の『the German-language Debut category』にノミネートされた。
2023年1月28日に妻ジュディ・ラーキンが死去した。
1940年1月19日-2023年1月28日(没84歳)
2023年3月28日に長編映画化が発表された。
制作会社はTrick Candle Productionsで、脚本は『コミ・カレ!!』のStephen Basiloneと『シュリンキング：悩めるセラピスト』『ユニークライフ』のAnnie Mebaneにより書かれる。
ジョンの生涯に渡る吃音症や、幼少期のいじめ、家庭での虐待、そして薬物中毒とアルコール依存症を乗り越え成功を収めるまでを描く内容になる予定。
ジョンの息子であるリーニューマン(現在は不動産経営者)も協力する他、マンフィールド・ツェーリンガーもプロデューサーとして参加する。

## スキャットマン基金
ジョンが吃音者を支援するために設立した基金、それがスキャットマン基金（略称SF）である。彼はこの活動に非常に熱心であり、日本ゴールドディスク大賞の賞金をそのまま日本の吃音者団体である全国言友会連絡協議会寄付する等、精力的に活動した。
1997年にはISAと資金使用目的について、日本、アメリカ、ドイツとインターネットを通じて議論を展開した。当初ジョンは日本と同様「SFは吃音者の自己受容を教えることに使用するべき」という、技術革新よりも吃音者の心身のケアに重点を置いた意見を持っていたが、アメリカとドイツは「技術革新も重要である」という意見を提議し、二つの意見に分かれ、白熱した展開を見せた。ジョンはこの議論の中で考えを徐々に改め、最終的にNSPで提議した『自己受容と流暢に話す技術のどちらが優先するか』という例を出し、
| 「 | 「もしあなたが、現時点で流暢に話す技術を身につけたければ、技術が最も優先される」 「もしあなたが、現時点で自己受容をしたければ、自己受容が最も優先される」 「この会議やメールでの我々の議論から得た結論から、自己受容も技術も両方とも特有の意見であり、現在その人が回復のどの段階にいるかによるのではないか。もし、ある吃音者が他の吃音者のための答えをもっていると思うなら、その吃音者に対しても、また他のもっと多くの吃音者に対しても、不当に扱っていることになるのかもしれない。心を開くことと、他の意見を尊重することは、私たち吃音者全員が心の安定を得るのに不可欠である。 私たちひとりひとりの通る道は違っているし、それゆえに尊重されるべきである」 「吃音者の数だけ、回復についての意見がある」 | 」 |

と結論を述べた。
妻であるジュディもこの活動に理解を示していて、ジョンの晩年には

「私たち家族に寄付をするなら、それよりも『スキャットマン基金』に寄付し、吃音症に悩む人たちに貢献してあげてください」
というメッセージを公式サイト（後に閉鎖）に掲載していた。

## ディスコグラフィ

### アルバム
John Larkin名義
- John Larkin / John Larkin（1986年）
レコードのみでCD化されていない。ジョンがアルコールと薬物中毒でハイになっている状態で収録されたためお蔵入りとなり、生産された殆どのレコードはジョンが自宅に隠していた。[14]多くの楽曲は後述の『Clark Woodard & Joe Farrell』や『Listen To The Scatman』に収録されているが、CD化されていない音源として「Frantasy」のピアノソロによる前奏及び間奏が入った完全版である「Love Cry」、ならびにジョン・コルトレーンに対するメッセージソング「John Coltrane」が収録されている。また、スキャットマン (Ski-Ba-Bop-Ba-Dop-Bop)の歌詞の一節『While you're still sleepin', the saints are still weepin' 'cause Things you call dead haven't yet had the chance to be born(君が寝ている間にも聖者はすすり泣いているのは君がチャンスが生まれる前からそれを死んでいると決めつけるからだ)』は同アルバム収録の『The Misfit』からそのまま引用されている。

Scatman John名義
- スキャットマンズ ワールド - SCATMAN'S WORLD（1995年、日本では1995年8月23日）
- スキャットマンII - Everybody Jam!（1996年11月21日）
- テイク・ユア・タイム（英語版） - TAKE YOUR TIME（1999年6月30日）
- リッスン・トゥ・ザ・スキャットマン - Listen to the Scatman（2001年8月21日、日本では輸入盤のみ）

### ベスト盤
- SCATMAN - Everybody Jam!までの曲を収録したベスト盤。日本未発売。（1999年）
- ザ ベスト オブ スキャットマン・ジョン - THE BEST OF SCATMAN JOHN（2002年10月7日）

### シングル
- スキャットマン (Ski-Ba-Bop-Ba-Dop-Bop) - SCATMAN (Ski-Ba-Bop-Ba-Dop-Bop)（1994年、日本では1995年8月2日）
- スキャットマンズ ワールド - SCATMAN'S WORLD（1995年10月21日）
- ソング オブ スキャットランド - Song of Scatland（1995年）
- SCATMAN MEGAMIX96'（1996年）キャンペーン用に作られた。内容は「スキャットマン (Ski-Ba-Bop-Ba-Dop-Bop)」と「スキャットマンズ ワールド」を一つの楽曲にRemixしたもの。
- オンリー ユー - Only You（1995年、日本では1996年2月7日）
- スキャット天国 - SCAT PARADISE（1995年12月16日）
- SU・SU・SU SUPER キ・レ・イ（1996年3月23日）
- プリプリ・スキャット - Pripri Scat（1996年4月24日）
- エヴリバディ ジャム - Everybody Jam!（1996年10月30日）
- レット イトゥ ゴー - Let It Go（1997年9月26日）
- スキャットマンボ - Scatmambo（1998年8月21日）
- 恋のチッカディー・ソング - The Chickadee Song（1999年7月7日）
- テイク ユア タイム - Take Your Time（1999年）
- アイ ラヴ サンバ - I Love Samba（1999年）
- 一、二、三、ゴー！ - ICHI, NI, SAN... GO!（1999年）

### 客演
John Larkin名義
- Sam Phipps / Animal Sounds（1981年）
ピアノを担当。CDが2007年に発売されている。
- Clark Woodard & Joe Farrell / Clark Woodard & Joe Farrell（1985年）
ボーカルとピアノを担当、ジョンの作曲した楽曲が半数を占めており、彼の弾き語る500 miles highやMy Funny Valentineも聴くことができる。
その他Listen To The Scatmanに収録されている物とは別音源の『Last Nights I Dreamed』も収録されている。

Scatman John名義
- LIFE IS FANTASTIC（Single）/ ARMY OF LOVERS（1995年）
『Scatman Radio Vesion』と『Scatman John Long Vers Remix』を担当。
- Queen Dance Traxx I/ Queen（1996年）
Queenの楽曲を複数のアーティストでカバーしたアルバム。2ndアルバム収録の『The Invisible Man』のほか、参加アーティスト全員による『We Are The Champions』では短いながらもスキャットを織り交ぜた歌唱を披露している。

### 他のアーティストによるリミックス
- Scatman DJ Kadozer Mix 2003 / DJ Kadozer（2003年）
このCDは現在入手は非常に困難だが、曲自体はダウンロード購入で入手可能である。
- Scatman / Mark'Oh（2009年）
Mark'ohのアルバム『ThePast,ThePresent,TheFuture』の特典で同曲のPVがCD内にデータとして入っている。
- スキャットマン（ぴーぱっぱぱらっぽっぴっぽー） / Mark'Oh、ラマーズP他（2010年）

## タイアップ
- スキャットマン
  - アーケードゲーム『ステッピングステージ』に収録。本人も映像で出演。
- スキャットマン
  - アーケードゲーム『jubeat』に収録。
- スキャットマン
  - アーケードゲーム『チュウニズム』に収録
- SU・SU・SU SUPER キ・レ・イ
  - カネボウ化粧品CMソング。本人もCMに出演。
- プリプリ・スキャット
  - グリコ（江崎グリコ/グリコ協同乳業）『プッチンプリン』CMソング。本人もCMに出演。